# Mateusz Eustachy Lubowidzki
Mateusz Eustachy Michał Lubowidzki (ur. 13 września 1789 w Dylewie, zm. 17 grudnia 1874 roku w Drzewicy) – wiceprezydent Warszawy, senator Królestwa Kongresowego, radca stanu, dyrektor Wydziału Przemysłu i Handlu w Komisji Rządowej Spraw Wewnętrznych, Duchownych i Oświecenia Publicznego w 1834 roku, członek Rady Stanu Królestwa Polskiego od 1837 roku.

## Życiorys
4 listopada 1817 został mianowany przez namiestnika gen. Józefa Zajączka wiceprezydentem Warszawy. Po utworzeniu z inicjatywy Nikołaja Nowosilcowa i Aleksandra Rożnieckiego (nie bez chęci Lubowidzkiego) Biura Centralnego Policji dla Warszawy i Królestwa Polskiego, wszedł do rady tego biura jako szef policji municypalnej.
Z powodu pełnienia tej funkcji był znienawidzony szczególnie przez mniej zamożną ludność Warszawy i biedotę żydowską. Pozwalał na tortury w śledztwie, w czym odznaczał się jego zausznik Józef Mateusz Birnbaum. Posądzany był o ciągnięcie zysków z funduszy przeznaczonych na utrzymanie więźniów.
Prowadził dom otwarty, co ułatwiało mu pozyskiwanie potrzebnych informacji. Raporty składał bezpośrednio wielkiemu księciu Konstantemu w Belwederze. Odznaczony Orderem Świętego Stanisława II klasy w 1825 roku.
Wieczorem 29 listopada 1830 roku, podczas ataku na Belweder, Lubowidzki został ciężko raniony przez powstańców. Umieszczony w szpitalu w koszarach ujazdowskich miał być współoskarżony w procesie Birnbauma. 1 stycznia 1831 jego brat Józef Lubowidzki uzyskał od nowego gubernatora Warszawy gen. Stanisława Wojczyńskiego pozwolenie na umieszczenie go dla dalszego leczenia w domu, co pozwoliło mu zbiec. Lubowidzki przebywał następnie w Bytomiu i Wrocławiu.
Po upadku powstania powrócił do Warszawy. Był członkiem masonerii oraz mówcą loży Astrea i jej reprezentantem w Wielkim Wschodzie Narodowym Polski (1819).